# Бранденбурзьке маркграфство
Бранденбурзька марка (нім. Mark Brandenburg) або Бранденбурзьке маркграфство (нім. Markgrafschaft Brandenburg) — одне з найзначніших феодальних володінь Священної Римської імперії, що існувало з 1157 року аж до ліквідації імперії в 1806 році. Відіграло ключову роль в історії Німеччини та Центральної Європи.
Бранденбург розвинувся, в 1157 році, з Північної марки, заснованої на території розселення вендів та з кінця XII століття перетворився на Бранденбурзький курфюрстський округ. Правлячі цією державою маркграфи за Золотою буллою 1356 року здобули престижний титул курфюрстів.  Як одне із семи курфюрстів, маркграф Бранденбурга мав один голос, що дозволяв йому голосувати на виборах імператора Священної Римської імперії. Після цієї події держава також знана як Бранденбурзьке курфюрство.
Бранденбурзький маркграфство містило Альтмарк (на захід від Ельби), Міттельмарк (між Ельбою та Одером), який вважався центральною територією, Ноймарк (на схід від Одеру), частини Нижньої Лужиці та розрізнені території.
З 1618 року курфюрсти Бранденбурга також правили спадковим Прусським герцогством в особистій унії. До коронації курфюрста Фрідріха III Бранденбурзького королем Пруссії держави Гогенцоллернів разом називалися Бранденбург-Пруссія. У складі Прусської держави маркграфство фактично стало провінцією, але залишалося її центром.
Під час реорганізації Пруссії після Віденського конгресу, в 1815 році, на території маркграфства, у складі Королівства Пруссія засновано провінцію Бранденбург. 

## Історія
Гогенцоллерни посіли трон Бранденбургу в 1415 році. Під управлінням Гогенцоллернів Бранденбург стрімко розвивався і в XVII столітті успадкував Прусське герцогство. Утворена держава Бранденбург-Пруссія була в XVIII столітті перетворена на Прусське королівство, яке нарівні з Австрією стало провідною державою в Німеччині у XVIII столітті. Попри те, що титулом правителів цієї держави був «король Пруссії», центром об'єднаної держави продовжувала залишатися столиця Бранденбургу — Берлін.
Бранденбурзьке маркграфство ліквідовано разом з архаїчною Священною Римською імперією в 1806 році, і в 1815 році на його місці постала прусська провінція Бранденбург. Керована династією Гогенцоллернів, Пруссія домоглася об'єднання Німеччини в 1871 році. Назва «Бранденбурзька марка» сьогодні використовується для неофіційного позначення федеральної землі Бранденбург в Німеччини.

### Північна марка
До VIII століття слов'яни-венеди (шпревяни та гевелли) почали переселятися на терени сьогоденного Бранденбургу.
Єпископства Бранденбург та Гафельберг засновані на початку Х століття (відповідно в 928 та 948 роках). Вони мали підпорядкування архієпископству Майнца.
Король Генріх I Птахолов почав правити в регіоні в 928–929 роках, дозволивши імператору Оттону I заснувати Північну марку під управлінням маркграфа Геро в 936 році. Однак марка та єпископства були повалені слов'янським повстанням в 983 році; аж до розпаду Лютицького союзу в середині XI століття управління Священної Римської імперії через єпископства та марки майже зупинилося приблизно на 150 років, хоча єпископство було збережено.
Князь Прібіслав прийшов до влади в замку Бренна (Бранденбург-на-Гафелі) в 1127 році. Під час правління Прібіслава, який підтримував тісні зв'язки з німецькою знаттю, німцям вдалося приєднати до Священної Римської імперії країну гевеллів від Бранденбург-на-Гафелі до Шпандау.

### Асканійська династія

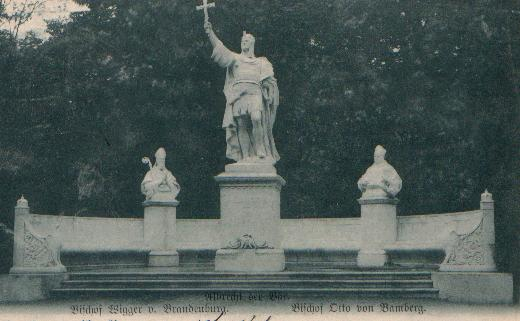
Статуя Альберта Ведмедя на, поруч статуї: єпископа Бранденбурзького Віггера та єпископа Бамберзького Отто

У 1123 — 1125 рік Альберт Ведмідь встановив контакти з Прібіславом, який був хрещеним батьком Оттона, старшого сина Альбрехта I Бранденбурзького (засновника роду Асканіїв), і подарував хлопчикові область Заухе як подарунок на хрещення в 1134 році. Того ж року імператор Лотар III призначив Альберта маркграфом Північної марки та звів Прібіслава до статусу короля, хоча пізніше це було скасовано. Також в 1134 році Альберту вдалося забезпечити Асканійській династії спадщину бездітного Прібіслава. Після смерті останнього в 1150 році Альберт отримав резиденцію Бренна в Гаволанії. Асканійська династія також почала будувати замок Шпандау.
На відміну від своїх очільників, які прийняли християнство, населення Гаволанії все ще поклонялося давнім слов'янським божествам і протистояло захопленню влади Альбертом. Ячко, можливий родич Прібіслава, контролював Бранденбург за допомогою Польщі та правив землею стодоранів. 
11 червня 1157 року Альберт Ведмідь зміг відвоювати Бранденбург, вигнати Ячко та захопити владу. Оскільки він уже мав титул маркграфа, Альберт 3 жовтня 1157 року проголосив себе маркграфом Бранденбургу, тим самим започаткувавши Бранденбурзьке маркграфство.

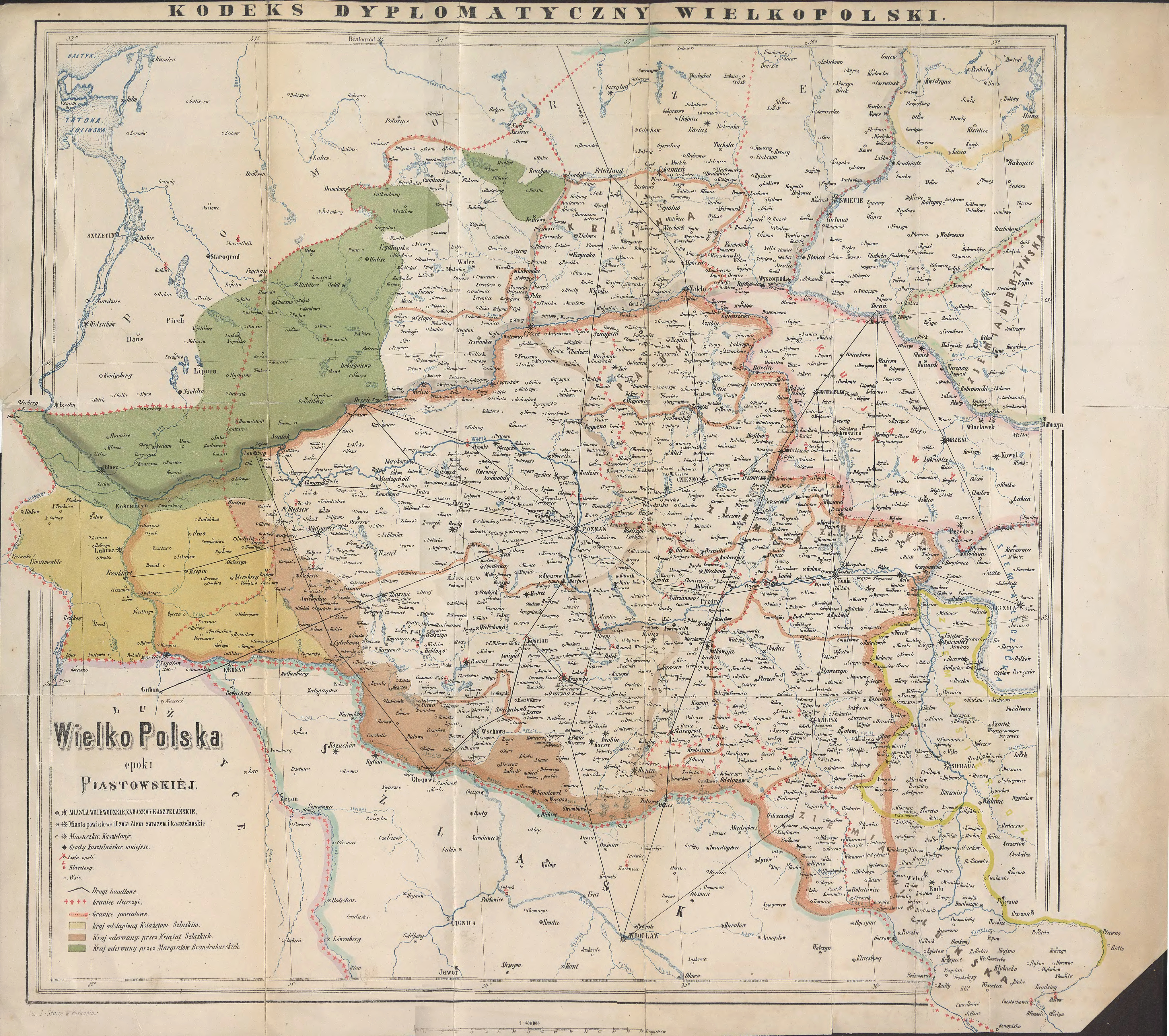
Мапа XIX століття, що зображує XIII століття (період роздробленості Польщі). Території, анексовані Бранденбургом у Польщі, позначені: Любуська земля — жовтим кольором. Північно-західна Великопольща — зеленим кольором.

Територіальні межі первісного маркграфства відрізнялися від території сучасної землі Бранденбург, яке мало у складі лише регіони Гафельланд та Цаухе. У наступні 150 років Асканійській династії вдалося завоювати регіони Укермарк, Тельтов та Барнім на схід від Гафеля та Нуте, тим самим розширивши марку до річки Одер. Ноймарк на схід від Одеру придбано поступово шляхом покупок, шлюбів та допомоги польської династії П'ястів.
Альберт запросив колоністів заселити нову територію, багато з яких прибули з Альтмарки («Стара марка», пізніша назва початкової Північної марки), Гарца, Фландрії (звідси назва регіону Флемінг) та Рейнської області. Після захоплення території вздовж річок Ельба та Гафель в 1160-х роках фламандські та голландські поселенці із низинних регіонів Голландії використовували свій досвід для будівництва дамб у Бранденбурзі. Спочатку Асканійська династія захищала країну, розміщуючи лицарів у селах; замки, укріплені лицарями, здебільшого розташовувалися в прикордонному регіоні Ноймарк. Однак після занепаду імперської влади в XIV столітті лицарі почали будувати замки по всьому князівству, що надавало їм більше незалежності.

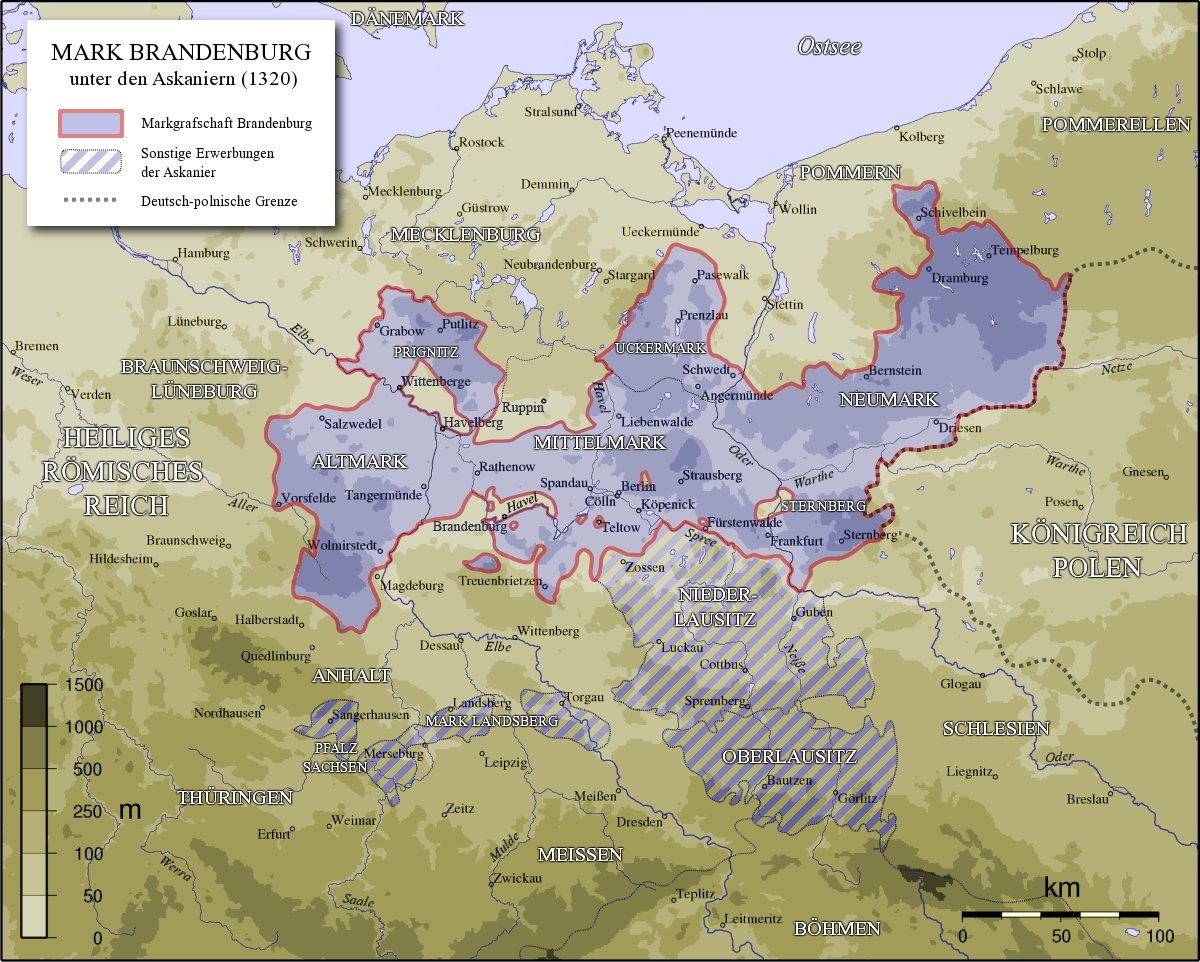
Бранденбург до згасання Асканійської династії в 1320 році

Після смерті Альберта в 1170 році його син, Отто I, маркграф Бранденбургу, успадкував престол. Асканійська династія проводили політику розширення на схід та північний схід з метою виходу до Балтійського моря через Померанію. Ця політика призвела їх до конфлікту з Королівством Данії. Після битви при Борнгеведі (1227) маркграф Йоганн I заявив про свої претензії на Померанію, отримавши її як лен від імператора Фрідріха II в 1231 році. Середина XIII століття була часом важливих подій для Асканійського дому, оскільки вони приєднали Штеттин (Щецин) та Укермарк (1250), хоча Штеттин пізніше втратили на користь Померанського герцогства. Також близько 1250 року вони захопили Любуську землю у тоді роздробленої Польщі, а згодом наприкінці XIII століття завоювали північно-західні частини Великопольського герцогства, перемістивши кордон на схід від річки Одер. Генріх II, останній асканійський маркграф, помер в 1320 році.
Смерть маркграфа Вальдемара в 1319 році спричинила конфлікт між сусідніми князівствами Брауншвейг-Люнебург, Мекленбург, Саксен-Віттенберг, Померанія-Вольгаст, Явор та Жагань за контроль над різними частинами маркграфства. Війна періодично точилася між різними угрупованнями держав, таким як Яворсько-Померанський та Мекленбург-Саксен-Віттенберзький союзи, а королі Богемії, Польщі та Данії також укладали союзи з різними партіями. У 1319 році Вартислав IV Померанський взяв під контроль Ноймарк разом із Тожимською землею, а також Мендзижецькою каштелянією, анексованою Бранденбургом у Великій Польщі в 1297 році, та північною частиною Любуської землі. На північному сході Генріх II Мекленбурзький захопив Прігніц на північному заході та Укермарк на півночі. Рудольф I Саксен-Віттенберзький захопив Міттельмарк, Тельтов і Барнім, тобто центральну частину, а Отто Брауншвейг-Люнебурзький захопив Альтмарку на заході. У 1320 році значна частина Любуської землі перейшла до князя Генріха I Яворського, який намагався повернути її як регіон, втрачений його дідом Болеславом II Лисим. Після цього її західні околиці та частина Укермарку окупував Рудольф I Саксен-Віттенберзький. У 1320 році відбулись бойові дії об'єднаних військ Померанії та Явора з Мекленбургом в Укермарку, а війна між Померанією та Мекленбургом тривала в 1321–1322 роках на річці Одер та в Мекленбурзі. До лютого 1322 року східні околиці Любуської землі з Тожимом та Суленцином, а також Мендзижецька каштелянія контролювалися князем Генріхом IV Вірним . Після запеклих боїв між Померанією та Саксен-Віттенбергом біля Костшина-над-Одрою в 1322–1323 роках, мир між двома сторонами підписано у грудні 1323 року.

### Віттельсбахи

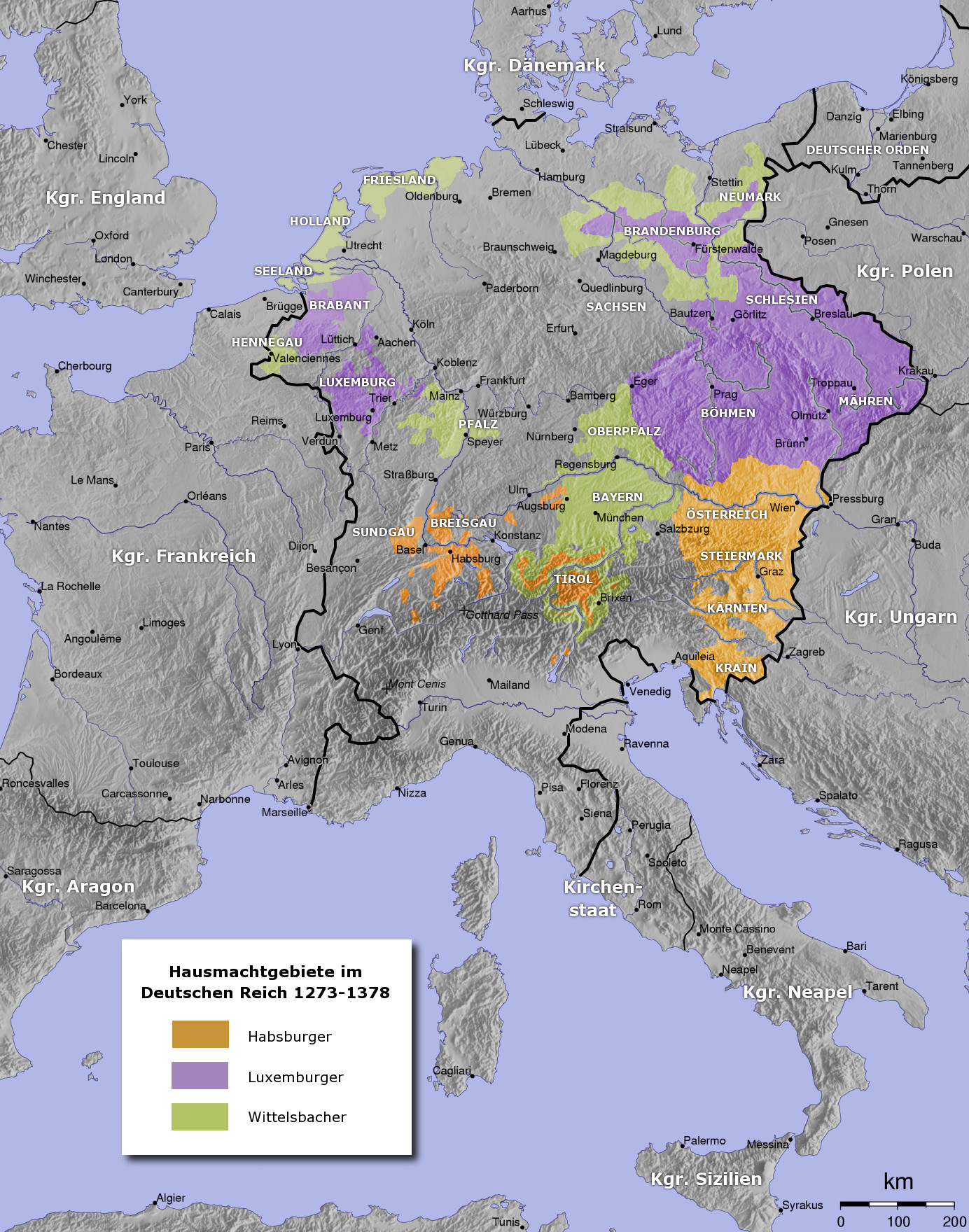
Священна Римська імперія в 1273 — 1378 роках:
----
землі Габсбургів
землі Люксембургів
землі Віттельсбахів

Після перемоги над Габсбургами, імператор Людовик IV Віттельсбах, дядько Генріха II, офіційно надав Бранденбург своєму старшому синові Людовику I в 1323 році, хоча різні частини маркграфства все ще контролювалися різними сусідніми князівствами. Поява нового могутнього суперника спонукала раніше ворогуючі сторони укласти мир одна з одною та співпрацювати. Баварські війська незабаром увійшли до регіону, але в жовтні 1323 року Папа Іван XXII закликав Людовика IV анулювати надання Бранденбургу Людовику V, оголосивши його незаконним. Внаслідок вбивства провоста Ніколауса фон Бернау в 1325 році Бранденбург був покараний папським інтердиктом. Баварські війська поступово захопили маркграфство. Король Польщі Владислав I Локетек активно приєднався до війни, вторгнувшись до Франкфурта-на-Одері в 1326 році, а каштелянство Мендзижець зрештою реінтегрували до Польщі. З 1328 року Людовик вів війну проти Померанії, яку він називав своєю вотчиною, і конфлікт закінчився лише в 1333 році. Правління маркграфа Людовика I було відкинуто місцевою знаттю Бранденбурга, і після смерті імператора Людовика IV в 1347 році маркграф зіткнувся з Лжевальдемаром, самозванцем померлого маркграфа Вальдемара. Претендента визнав маркграфом Бранденбургу 2 жовтня 1348 року новий імператор Карл IV Люксембург, але його викрили як шахрая після миру між Віттельсбахами та Люксембургами в Ельтвіллі. У 1351 році Людовик передав марку своїм молодшим зведеним братам Людовику II та Оттону V в обмін на одноосібне правління над Верхньою Баварією.
Людовик II змусив Лжевальдемара відмовитися від своїх претензій на Бранденбург і, підписавши Золоту буллу 1356 року, домігся призначення маркграфів Бранденбурга курфюрстами. Таким чином, Бранденбург став Kurfürstentum (буквально «виборче князівство» або «електорат») Священної Римської імперії та мав право голосу на обранні імператора Священної Римської імперії. Маркграф Бранденбургу також мав церемоніальний титул архікамергера Імперії. Коли Людовик II помер в 1365 році, Оттон перебрав правління Бранденбургом, хоча швидко знехтував цією маркою. У 1367 році він продав Нижню Лужицю, яку вже заклав династії Веттінів, імператору Карлу IV. Через рік він втратив місто Дойч-Кроне (Валч), анексоване Бранденбургом від Великої Польщі у 1296 році, на користь польського короля [[Казимир III Великий|Казимира Великого

### Люксембурги
Після середини XIV століття імператор Карл IV спробував закріпити Бранденбург за Люксембургами. Контроль над виборчим правом Бранденбурга допоміг би Люксембургам забезпечити обрання на імперський престол, оскільки вони вже мали право голосу Богемії. Карлу вдалося придбати Бранденбург у маркграфа Отто за 500 000 гульденів в 1373 році, і на ландтазі в Губені він приєднав (але не включив) Бранденбург до складу земель Богемської Корони. У цей час виник Ландбух («земельна книга», тобто реєстр маєтків) Карла IV, джерело з історії середньовічних поселень у Бранденбурзі. Карл обрав замок Тангермюнде виборчою резиденцією.
Влада Люксембургів у Бранденбурзі зменшилася за часів правління племінника Карла, Йоста Моравського. У 1402 році Люксембурги досягли угоди з Польщею, за якою Польща мала придбати та знову включити до свого складу Ноймарк, який вона раніше втратила на користь Бранденбургу у XIII столітті, проте того ж року Люксембурги заклали цей регіон Тевтонському ордену, який нехтував прикордонним регіоном. За часів маркграфів Віттельсбахів та Люксембургів Бранденбург дедалі більше потрапляв під контроль місцевої знаті, через ослаблення центральної влади.

### Гогенцоллерни

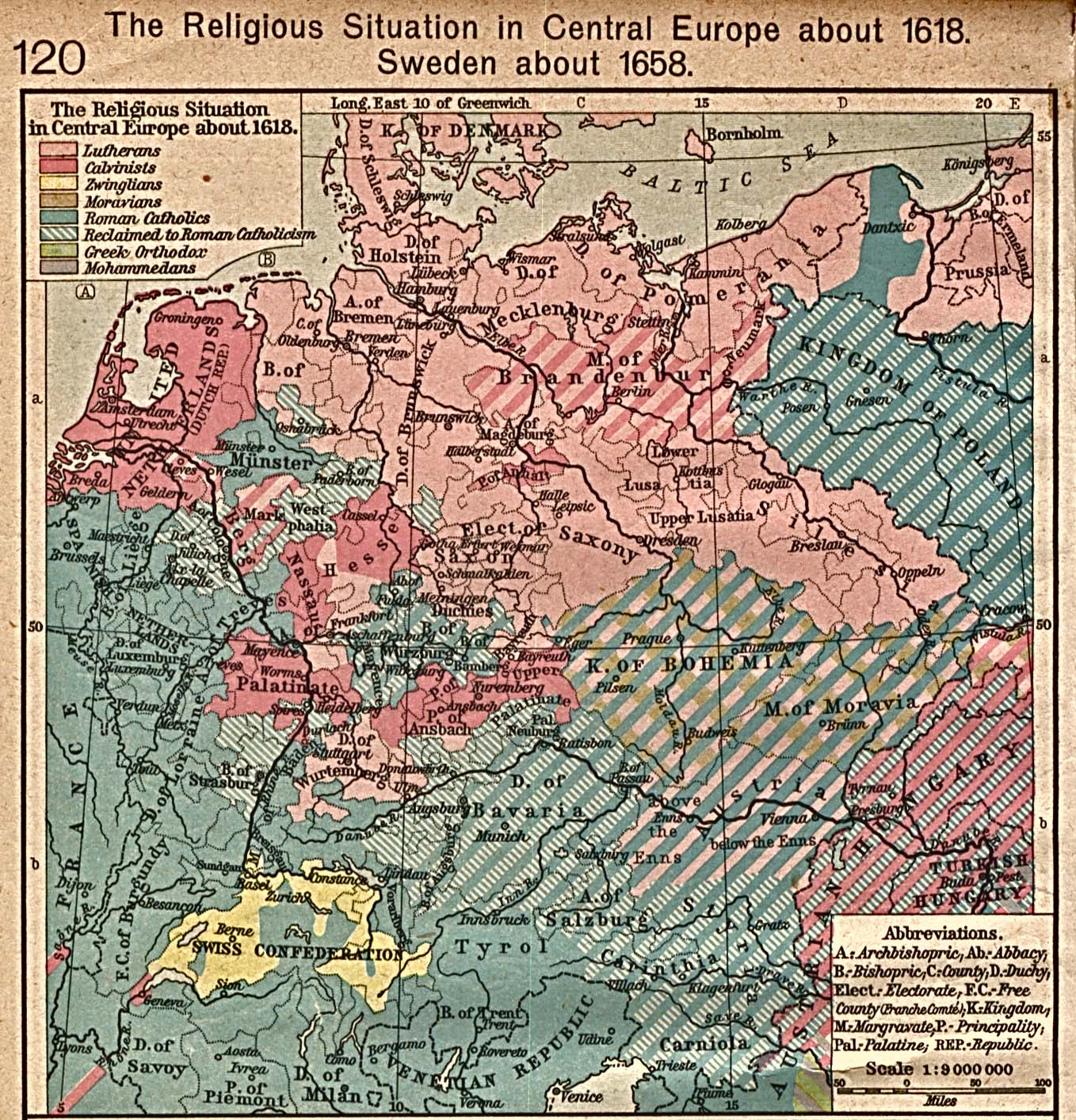
Релігія в Центральній Європі, близько 1618 р. Бранденбурзьке курфюрство має смугасте забарвлення, що вказує на те, що його правитель був кальвіністом, тоді як більшість його підданих залишалися лютеранами.
----
лютерани
кальвіністи
цвінгліанці
гусити/
римо-католики
православні
мусульмани

В обмін на підтримку Сигізмунда як імператора Священної Римської імперії у Франкфурті в 1410 році, Фрідріх VI Нюрнберзький, бургграф з дому Гогенцоллернів, здобув спадкове право власності на Бранденбург в 1411 році. Бунтівна землевласницька знать, така як родина Квітцов, виступила проти цього рішення, але Фрідріх переміг цих лицарів артилерією. Майно деяких дворян було конфісковано, а бранденбурзькі маєтки присягнули на вірність в Тангермюнде 20 березня 1414 року. Фрідріха офіційно визнано маркграфом і курфюрстом Фрідріхом I Бранденбурзьким на Констанцькому соборі в 1415 році. Офіційне посвячення Фрідріха курмарком  та його призначення архікамергером Священної Римської імперії відбулися 18 квітня 1417 року, також під час Констанцького собору.
Фрідріх зробив Берлін своєю резиденцією, хоча в 1425 році він пішов до своїх франконських володінь. Він передав управління Бранденбургом своєму старшому синові Йоганну Алхіміку, зберігши за собою виборче право. Наступний курфюрст, Фрідріх II, змусив Берлін і Кельн підкоритися,  подавши приклад іншим містам Бранденбургу. Він повернув Ноймарк від Тевтонських лицарів за Кельнським і Мевейським договорами та розпочав його відбудову.
Роки війни з герцогством Померанія завершилися Пренцлавськими договорами (1448, 1472 та 1479 років).
Бранденбург прийняв протестантську Реформацію в 1539 році. Населення з того часу залишається переважно лютеранами, хоча пізніше деякі віряни перейшли до кальвінізму.
Гогенцоллерни Бранденбургу прагнули розширити свої володіння, це призвело до конфлікту з сусідніми державами. Йоганн Вільгельм, герцог Юліх-Клеве-Берзький, помер бездітним в 1609 році. Його старша племінниця, Анна, герцогиня Прусська, була дружиною Йоганна Сигізмунда, курфюрста Бранденбургу, який негайно заявив права на спадщину та відправив війська, щоб захопити деякі володіння Йоганна-Вільгельма в Рейнланді. Ці дії здійснені через Тридцятирічну війну та спірне право на спадщину Юліха. Після закінчення війни в 1648 році Бранденбург визнано власником приблизно половини спадщини, що складалася з Клевського герцогства у Рейнланді та графств Марк і Равенсберг у Вестфалії. Ці території, що знаходилися на відстані понад 100 кілометрів від кордонів Бранденбургу, утворили ядро пізнішої Рейнської Пруссії.

#### Бранденбург-Пруссія

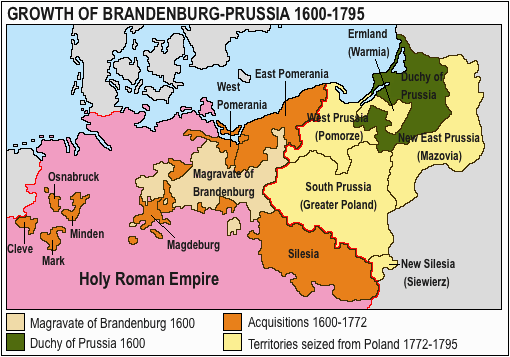
Зростання Бранденбург-Пруссії, 1600–1795 роки

Альберт Фрідріх, герцог Прусський, помер в 1618 році, не залишивши спадкоємця чоловічої статі. Його зять Йоганн Сигізмунд успадкував Прусське герцогство та правив обома територіями в особистій унії, що сталі відомі як Бранденбург-Пруссія. Таким чином, шлюб Йоганна Сигізмунда з Анною Прусською, а також смерть її дядька по материнській лінії в 1609 році та батька в 1618 році без безпосередніх спадкоємців чоловічої статі, стали ключовими подіями, через які Бранденбург придбав території як у Рейнланді, так і на узбережжі Балтійського моря. Пруссія не підпорядковувалась Священній Римській імперії, а курфюрсти Бранденбургу утримували її як лен Речі Посполитої.
Курфюрсти Бранденбургу наступні два століття намагалися отримати землі для об'єднання своїх розрізнених територій (Марки Бранденбург, територій у Рейнланді та Вестфалії, а також Прусського герцогства) з метою формування однієї географічно суміжної області. За Вестфальським миром 1648 року, що завершив Тридцятирічну війну, Бранденбург-Пруссія здобула Задню Померанію та перетворила її на провінцією Померанія за Штеттинським договором (1653). У другій половині XVII століття Фрідріх Вільгельм, «Великий курфюрст», перетворив Бранденбург-Пруссію на потужну державу. Держава побудувала перший військово-морський флот Бранденбурга (Kurbrandenburgische Marine), що призвело до появи недовговічних колоній в Аргені, Бранденбурзькому Золотому Березі та Сен-Томасі. Курфюрстам вдалося здобути повний суверенітет над Пруссією за Велауським та Бромберзьким договорами 1657 року. Територію Гогенцоллернів відкрили для імміграції біженців-гугенотів Потсдамським едиктом 1685 року.